# Wolfgang Meyer-Tormin
Wolfgang Meyer-Tormin (* 5. Dezember 1911 in Enger/Westfalen; † 11. September 1988 in Aachen) war ein deutscher Klarinettist und Komponist.

## Leben und Wirken
Durch sein musikalisches Elternhaus geprägt studierte Meyer-Tormin nach seinem Abitur zunächst in Bielefeld Musik mit Schwerpunkt Klavier, Kontrapunkt und Harmonielehre. Im Jahr 1932 wechselte er zum Würzburger Konservatorium, wo er bei Hermann Zilcher Komposition und Dirigieren sowie bei Gustav Steinkamp Klarinette studierte.
Nach Abschluss seiner Ausbildung nahm Meyer-Tormin im Jahr 1939 zunächst eine Stelle als Klarinettist unter Herbert von Karajan beim Sinfonieorchester Aachen an. Nach dem Zweiten Weltkrieg trat er 1946 aus dem Orchester aus und war fortan als freiberuflicher Komponist in Aachen tätig. Er beschäftigte sich vor allem mit den Werken
Bartóks, Honeggers und Chatschaturjans, die er neu interpretierte, sowie schwerpunktmäßig mit
Elektronischer Musik. Im Rahmen des 111. Niederrheinischen Musikfests im Jahr 1957 in Aachen wurde Meyer-Tormin und seine aktuellen Kompositionen durch Wolfgang Sawallisch erstmals einem breiteren Publikum vorgestellt. Von 1972 bis 1978 berief ihn das Grenzland-Konservatorium Aachen, die heutige Hochschule für Musik Köln – Abteilung Aachen, zum Dozenten für Musiktheorie.
Ab 1978 versuchte er noch einmal an seiner früheren Studienstätte in Würzburg Fuß zu fassen, kam aber bereits 1980 wieder nach Aachen zurück, wo er schließlich bis zu seinem Tode wirkte. Zu seinen musikalischen Kompositionen gehörten unter anderem mehrere Orchesterwerke, darunter zwölf Symphonien, verschiedene Solokonzerte, Kammermusik für unterschiedliche Besetzungen, Werke für Tasteninstrumente sowie Elektronische Musik.
Darüber hinaus war Meyer-Tormin auch als Bildender Künstler tätig und zählte im Jahr 1988 zu den Mitbegründern der „Gesellschaft für Kulturkontake in Musik, Kunst und Theater“ (KULKON).
Meyer-Tormins Tochter heiratete den international renommierten französischen Klangkünstler Luc Ferrari.

## Kompositionen (Auswahl)
- Virtuose Kontrabasskonzerte, München: Koch International, [1994]
- Kleines Quintett für Bläser, 1951
- Trios, Kb 1 2 3 (1951). 1988 Kleines Basstrio; Aachen: Low-Note-Musikverlag, 1991, [Partitur u. Stimmen]
- Konzert für Flöte und Orchester; Bonn: Robert Forberg, P. Jurgenson, [1984]
- Etüden, Kl, op. 25,7 / Arr. Etude; nach Frédéric Chopin - Bonn: Robert Forberg, P. Jurgenson, 1981, [Stimmen], [Nachdr.]
- Konzert für Kontrabass und Orchester, op. 3; Orchestrierung eines Werkes von Sergei Alexandrowitsch Kussewizki
- „Der Gärtner“, Lyrische Szenen nach einer Vorlage von Rabindranath Tagore für Orchester, Rezitation, Chor und Bühne in sechs Bildern